# Чемпионат Армении по боксу 2010
Чемпионат Армении по боксу 2010 года проходил в Ереване с 25 по 31 января 2010 года.

## Медалисты
| Весовая категория            | Золото           | Серебро          | Бронза                          |
| ---------------------------- | ---------------- | ---------------- | ------------------------------- |
| Минимальный вес (— 48 кг)    | Оганес Даниелян  | Давид Оганесян   | Овик Абовян Вреж Матевосян      |
| Наилегчайший вес (— 51 кг)   | Дереник Гижларян | Артур Мовсисян   | Айк Манукян Азат Хачатрян       |
| Легчайший вес (— 54 кг)      | Карен Айлазян    | Манвел Саргсян   | Гарник Арутюнян Геворг Карибян  |
| Полулёгкий вес (— 57 кг)     | Азат Оганесян    | Арам Авагян      | Грант Егян Артур Крикян         |
| Лёгкий вес (— 60 кг)         | Ара Пулузян      | Гор Арутюнян     | Нарек Абрамян Самвел Барсегян   |
| Полусредний вес (— 64 кг)    | Володя Айрапетян | Геворг Тамазян   | Айк Седракян Владимир Маргарян  |
| Полусредний вес (— 69 кг)    | Армен Епремян    | Гагик Тамазян    | Грачя Оганесян Самвел Матевосян |
| Первый средний вес (— 75 кг) | Андраник Акопян  | Артур Улиханян   | Мгер Погосян Арменак Оганесян   |
| Второй средний вес (— 81 кг) | Артур Хачатрян   | Мясник Саргсян   | Апет Тадевосян Армен Никогосян  |
| Полутяжёлый вес (— 91 кг)    | Цолак Ананикян   | Нарек Меликсетян | Арам Гумашян Оганес Нерсисян    |
| Супертяжёлый вес (+ 91 кг)   | Оганес Оганян    | Баграт Оганян    | Акоп Мелконян Драстамат Асланян |